# Danúbio Gonçalves
Danúbio Villamil Gonçalves (Bagé, 30 de janeiro de 1925 — Porto Alegre,  21 de abril de 2019) foi um professor, pintor, desenhista, gravador e escritor brasileiro, mais lembrado pela sua atuação docente e pela atividade como gravurista, membro do Grupo de Bagé e do Clube de Gravura de Porto Alegre, com uma obra de cunho social e regionalista reconhecida como uma importante contribuição à arte da gravura no estado do Rio Grande do Sul e no Brasil. Também dedicou-se mais tarde a diversas outras técnicas e temáticas.

## Biografia
Membro de uma família tradicional de estancieiros, descendente de Bento Gonçalves, um dos líderes da Revolução Farroupilha, seu pai queria que se tornasse médico, e ele decidiu ser artista. Quando tinha dez anos de idade mudou-se com familiares para o Rio de Janeiro. Na década de 1940 estudou na Fundação Getúlio Vargas com Carlos Oswald (gravura em metal) e Axl Leskoschek (xilogravura). Também teve aulas de desenho com Tomás Santa Rosa. Tornou-se amigo de Iberê Camargo e com ele frequentou o atelier de Cândido Portinari para estudar modelo vivo. Nesta época fazia caricaturas da sociedade carioca, publicadas pelas revistas Cena Muda e Mirim. Viajou para Paris, e entre 1949 e 1951 frequentou a Academia Julian.
Sua atividade artística está intimamente ligada ao seu engajamento político. De volta ao Brasil, associou-se com Glauco Rodrigues, Glênio Bianchetti e Carlos Scliar, fundando com eles o influente Grupo de Bagé, que marcou época na gravura brasileira. A partir da década de 1960 sua produção se diversifica em técnica, estilo e temática. Recebeu vários prêmios e homenagens, realizou mais de 50 exposições individuais e participou de mais de uma centena de coletivas.
Como professor formou gerações de novos artistas. Desde 1963, orientou os alunos do curso de litogravura do Atelier Livre da Prefeitura de Porto Alegre, instituição que dirigiu até 1978. No período entre 1969 e 1971, lecionou gravura no Instituto de Artes da Universidade Federal do Rio Grande do Sul. Em 1984 participou da fundação do Núcleo de Gravura do Rio Grande do Sul. Deu cursos de xilogravura, litografia, desenho e pintura no Paraná, em Santa Catarina e no Rio Grande do Sul.

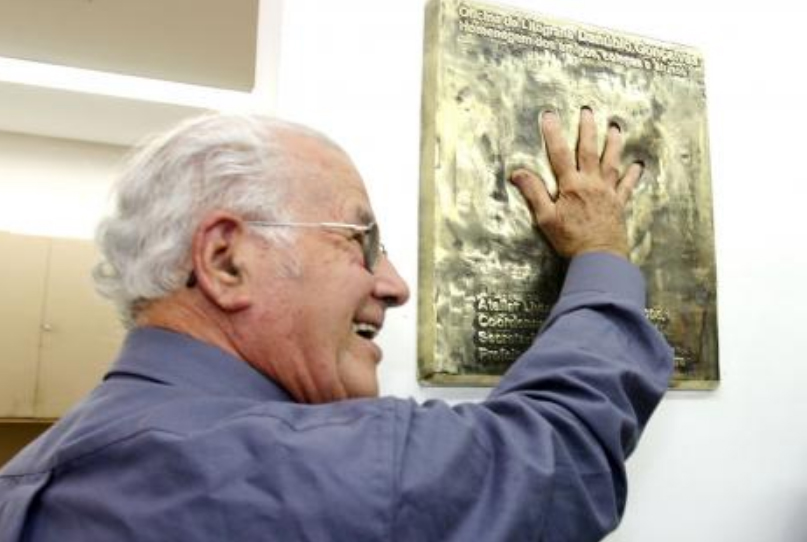
Danúbio Gonçalves encaixa sua mão na placa de bronze com a impressão da sua mão instalada em sua homenagem na Oficina de Litografia Danúbio Gonçalves do Atelier Livre, 2005

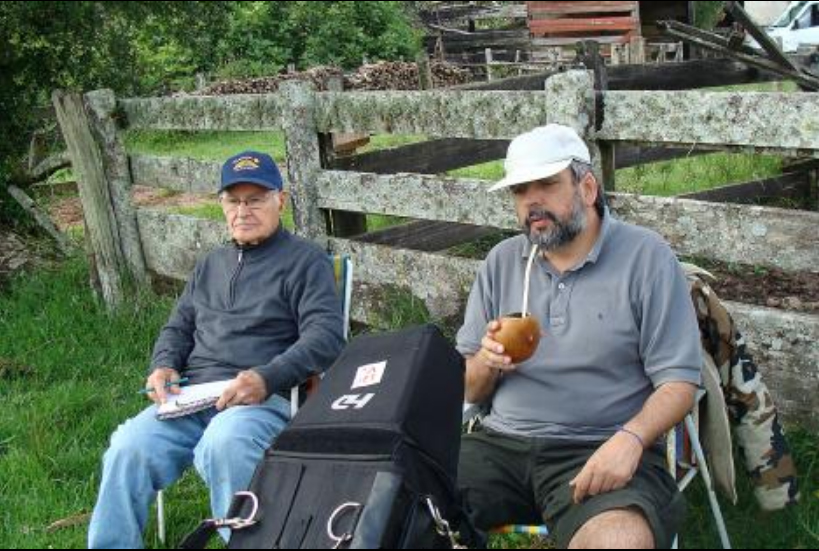
Danúbio Gonçalves e Henrique de Freitas Lima durante as filmagens do documentário Danúbio, 2012

Em 1992 recebeu da Câmara de Vereadores de Porto Alegre o título de Cidadão Porto-Alegrense e a Comenda Pedro Weingärtner. Em 2000, foi realizada uma exposição retrospectiva da sua trajetória no Museu de Arte do Rio Grande do Sul (MARGS), e foi publicado o livro Danúbio Gonçalves: Caminhos e Vivências, pela editora Fumproarte, com textos de Paulo Gomes e Norberto Stori. Neste período realizou obras de grandes dimensões, como o mural de azulejos Epopeia Rio-Grandense, instalado em uma esplanada cívica na frente do Mercado Público, e o mural Contribuição da Comunidade Judaica no RS - 100 Anos, instalado no Viaduto Jorge Alberto Mendes Ribeiro. Ainda em 2000 passou a fazer parte do Conselho Consultivo do MARGS. Em 2005, celebrando seu 80º aniversário, foi convidado oficial da Semana Comemorativa dos 143 anos de Bagé, foi festejado com a instalação de uma placa de bronze com a impressão de sua mão na Oficina de Litografia do Atelier Livre, a Oficina foi batizada com seu nome, e recebeu da Secretaria de Estado da Cultura o Troféu Artista do Ano. Em 2006 foi homenageado pela Câmara de Vereadores de Porto Alegre com o Prêmio Artístico Lupicínio Rodrigues. Em 2012 foi objeto do documentário Danúbio, dirigido por Henrique de Freitas Lima. Em 2014 sua individual na Galeria Duque foi uma das finalistas do Prêmio Açorianos de Artes Plásticas, nas categorias Destaque em Gravura e Acervo e Memória.
Morreu enquanto dormia em 21 de abril de 2019. Deixou esposa e três filhos. Seu desaparecimento foi amplamente noticiado e muito lamentado entre a classe artística gaúcha. Segundo a secretária estadual de cultura, Beatriz Araújo, "a trajetória do artista e do professor Danúbio Gonçalves, e o comprometimento dele enquanto ativista e extensa obra constituem um legado importante para a cultura gaúcha". Para o diretor do Museu de Arte do Rio Grande do Sul, Francisco Dalcol, "é um dos nomes mais importantes da história das artes visuais do Rio Grande do Sul, tendo pertencido a uma geração que se empenhou em introduzir e difundir no estado as linguagens artísticas modernas. E, ao mesmo tempo, foi um artista que se projetou fora por sua postura de não adesão a modismos e por seu engajamento político e social". No dia 25 recebeu homenagem na Assembleia Legislativa do Estado. A Prefeitura de Bagé organizou uma semana de eventos em sua homenagem. Pequenas exposições celebrando sua memória foram organizadas rapidamente pelo MARGS e pelo Atelier Livre. Em maio a Galeria Duque de Porto Alegre organizou uma grande exposição retrospectiva, apresentando mais de cem obras. Em julho foi homenageado na entrega do Prêmio Açorianos de Artes Plásticas. Em outubro uma exposição na Fundação Iberê Camargo resgatou o legado do Grupo de Bagé, sendo apresentado paralelamente o documentário Danúbio.

## Obra
Danúbio Gonçalves é lembrado principalmente como professor e gravurista. Recebeu uma formação acadêmica mas incorporou ao longo de sua carreira doses variáveis de elementos inspirados no modernismo, na arte pop e na arte popular. A figuração, em diferentes abordagens, permaneceu um eixo estruturador da sua obra plástica, da qual nunca se afastou completamente, embora em algumas obras tardias tenha se aproximado da abstração.
Teve um reconhecimento precoce, fazendo sua primeira individual com 19 anos. Com 23 anos ganhava dois prêmios no Salão Nacional de Belas Artes do Rio de Janeiro, o mais importante do país. Em 1951 recebeu medalha de prata em Desenho no Salão da Associação Francisco Lisboa de Porto Alegre, um reduto dos artistas independentes e contrários ao academismo que ainda era forte no Instituto de Belas Artes, e em 1953 recebeu o Prêmio Viagem ao País do Salão Nacional. Sua produção inicial coincidiu com a ampliação do público para a arte modernista, com a ressurgência do regionalismo no discurso oficial, na literatura e nas artes do estado, e com a fundação do Movimento Tradicionalista Gaúcho, e buscou expressar artisticamente seu engajamento com as causas sociais. Defendia que o artista tinha de ter posicionamento político, e que o papel da arte era eminentemente social. Assim como os outros artistas do Grupo de Bagé, estava vinculado à esquerda e defendia a popularização da arte, trabalhando com cenas da vida dos operários, charqueadores e mineiros, num estilo figurativo realista com influências do Expressionismo alemão, do Realismo Socialista, dos muralistas mexicanos e do Atelier de Gráfica Popular do México, que era dirigido pelo gravador Leopoldo Mendez. Optaram pela gravura por ser um meio mais democrático e de baixo custo, acessível às classes populares. O Grupo foi importante para a divulgação e afirmação da gravura no sul do Brasil e foi a origem do Clube de Gravura de Porto Alegre. Danúbio participou de sua fundação e foi um dos seus membros mais ativos. Tanto o Grupo como o Clube estimularam o aparecimento de vários outros clubes de gravura pelo país nos anos de 1950 e 1960.
Os dois primeiros anos do Clube de Gravura foram intensamente dedicados ao Movimento pela Paz. Em 1952 expôs obras junto com colegas do Clube na Conferência Continental pela Paz, no Uruguai. O grupo recebeu do Movimento Brasileiro dos Partidários da Paz o Prêmio Pablo Picasso, por seu trabalho artístico realizado em defesa da Paz e do congraçamento entre os povos. Essa premiação possibilitou a edição do álbum Gravuras Gaúchas, com um prefácio de Jorge Amado e a expressiva tiragem de 5 mil exemplares, considerada muito elevada para a época.
Desta fase é importante a série Charqueadas, inspirada no livro homônimo de Pedro Wayne, e premiada no Salão Nacional de Arte Moderna de 1954. Algumas obras da série foram reproduzidas nas páginas da revista  Horizonte. O muralista mexicano Diego Rivera assim falou sobre a Charqueadas: "Esta série admirável de Villamil Gonçalves, toda inspirada nas diferentes operações do matadouro, é um ensaio, uma espécie de novela curta tecida em termos plásticos de uma intensidade extraordinária. Oxalá este exemplo seja imitado, pois os pintores falariam ao povo mais intensamente do que qualquer livro e transmitiriam uma grande emoção artística com o seu valor plástico". Para o crítico e historiador Paulo Gomes, "de algum modo a série de Danúbio Gonçalves chega onde nenhum dos outros artistas logrou chegar, conjugando uma série de virtudes, a saber: estabelece uma efetiva comunicação com o povo ao expressar a região em que vive o artista e seu público imediato e não caindo na exploração do pitoresco e do tradicionalismo autoglorificante. Também porque enfatiza o papel social do artista ao criar um instrumento efetivo de cultura através de uma obra de caráter regional mas de alcance universal".

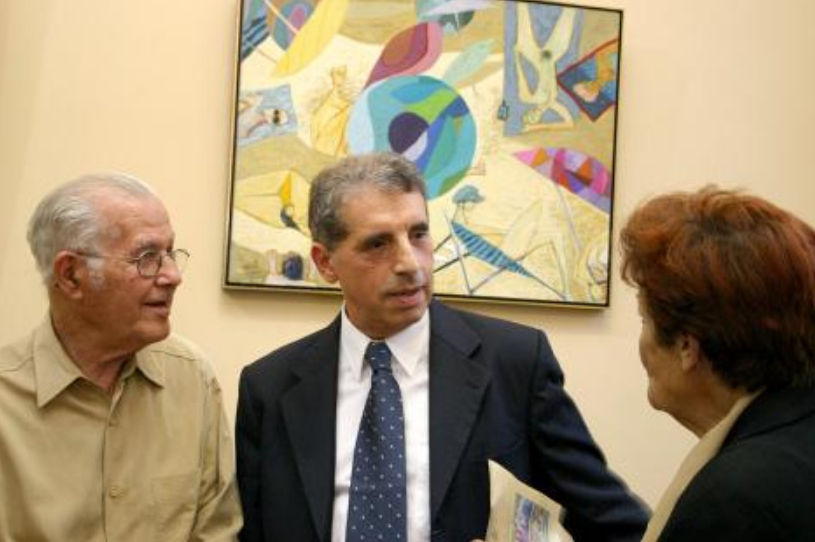
Danúbio Gonçalves e o prefeito José Fogaça na abertura da exposição de Danúbio Gonçalves na 4º edição do projeto Encontros com a Arte no Paço

Também deve ser lembrada a série Mineiros de Butiá, que fez um registro visual inédito sobre a vida dos mineiros. Na opinião de Armindo Trevisan, "é uma denúncia clínica, precisa, na qual a emoção não necessita transbordar para ser autêntica. A técnica da xilografia, no caso, rude, constante, áspera, contribui para tornar eloquente a dor e a humilhação desses tipos humanos de nossa terra, que não são propriamente rebaixados, mas expostos na sua realidade nua e crua". Ambas a séries, assim como outros trabalhos nessa linha, retratando os gaúchos e outros personagens do campo, são o resultado final de incontáveis esboços e estudos preparatórios, e derivam do contato direto do artista com os sujeitos de suas obras, procurando denunciar a exploração dos trabalhadores e a realidade miserável dos seus cotidianos, concentrando-se na mensagem, veiculada por imagens concisas e fortes, e eliminando detalhes supérfluos.
Na década de 1970 passou a explorar outros temas e técnicas, como a cultura pop, a abstração, os temas históricos, a paisagem e o erotismo, em aquarela, desenho, colagem, pintura e azulejaria. O crítico Jakob Klintowitz, analisando seus trabalhos desta época, disse que "a sua tendência natural é gráfica. Mesmo as pinturas – quando melhores – têm um forte acento gráfico, com definição de desenho, planos estabelecidos, valores de claro e escuro evidentes. A cor não oferece para esse artista um interesse vital. Seu mundo percorre as linhas do desenho e da obra impressa. [...] A importância desse artista sóbrio e discreto no universo gráfico brasileiro precisa, finalmente, ser lembrada". Érico Veríssimo disse: "Atingiu a plena maturidade artística nesta nova fase em que não foge ao mundo objetivo, à imagem humana nem os desfigura, mas transfigura-os poética e dramaticamente".

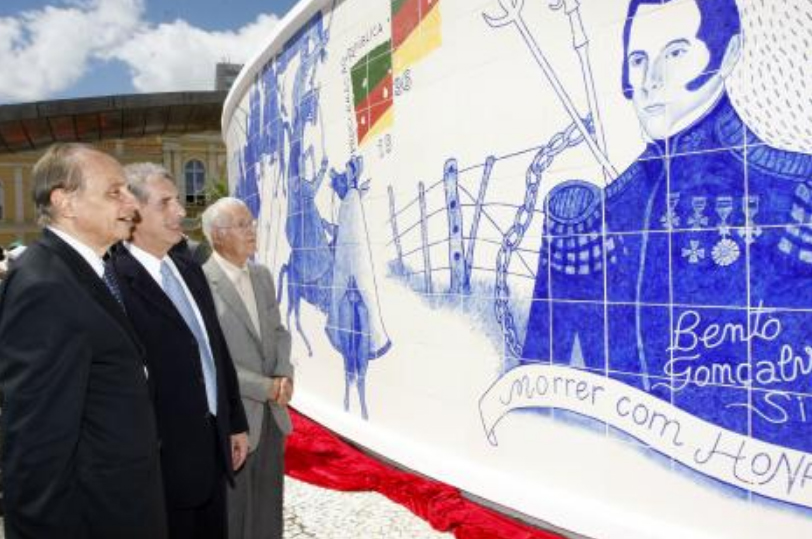
Ministro das Cidades Márcio Fortes de Almeida, prefeito José Fogaça e o artista na inauguração do mural Memorial da Epopeia Rio-Grandense Missioneira e Farroupilha, de autoria de Danúbio Gonçalves, 2008

Dedicou-se também ao mosaico, realizando obras em painéis na Igreja de São Roque, em Bento Gonçalves; no Santuário do Sagrado Coração de Jesus, junto ao túmulo do padre João Batista Reus, em São Leopoldo; e na Igreja de São Sebastião, em Porto Alegre. Publicou dois livros: o ensaio Do Conteúdo à Pós-Vanguarda (1995), e outro sobre técnicas de pintura, Processos Básicos da Pintura (1996).
Ao falecer em 2019 estava consagrado como um dos grandes artistas do estado e um dos responsáveis pela projeção da arte gaúcha no Brasil. Sua casa-atelier foi tombada pela Prefeitura de Porto Alegre. Sua obra está presente em coleções particulares e em acervos públicos, como o Museu de Arte do Rio Grande do Sul, o Museu de Arte Moderna de São Paulo, o Museu Nacional de Belas Artes, o Acervo Artístico da Prefeitura de Porto Alegre, a Pinacoteca Municipal de São Paulo, o Museu de Arte Moderna da Bahia, o Museu de Arte Contemporânea do Paraná, o Museu de Arte de Santa Catarina, a Pinacoteca do Estado de São Paulo, a Pinacoteca APLUB de Porto Alegre e o Museu de Arte Contemporânea da Universidade de São Paulo.
Para Paulo Gomes, "sua trajetória, de mais de 50 anos, é marcada por um destacado rigor artesanal e por momentos nos quais seu trabalho assume características ideológicas bastante acentuadas. [...] No Rio Grande do Sul, a produção do Clube de Gravura, mormente aquela de Danúbio Gonçalves, continua escrevendo a história". Falando especificamente da série Charqueadas, disse que "com seu caráter plástico acentuadamente expressionista, esta série alimentou o imaginário local, tanto por sua dramaticidade quanto pelo caráter grandioso de sua construção. [...] A sua permanência, como meio de visualizar a nossa história, mantém um vigor inabalável". Para Adriana Boff, coordenadora de Artes Plásticas da Secretaria da Cultura de Porto Alegre,
"O denso e significativo legado deixado por Danúbio é ainda potente a ponto de não apenas ter deixado marcas profundas no panorama da arte gaúcha e nacional, mas com certeza em algum lugar do Rio Grande continuar a influenciar jovens artistas que estão criando obras para fazer deste um mundo melhor. [...] Ganhou o mundo, mas sem perder um certo sentido ético do fazer artístico. Gravou e pintou, mas também desenhou um novo horizonte: geração após geração foi formada pelo mestre que marcou o Atelier Livre Xico Stockinger da Prefeitura com a sua generosidade em ensinar a técnica enquanto exercício da mais profunda liberdade".

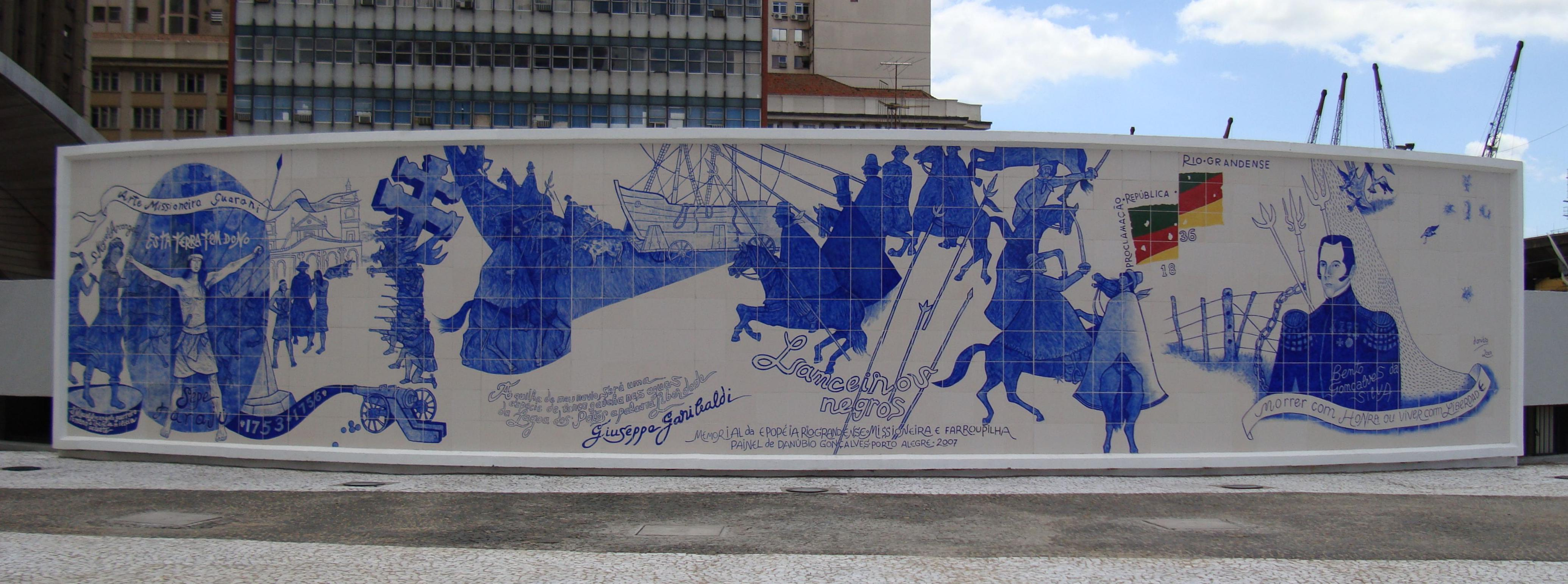
Memorial da Epopeia Rio-Grandense Missioneira e Farroupilha (2007), painel de azulejos